# Rolf-Dieter Heuer

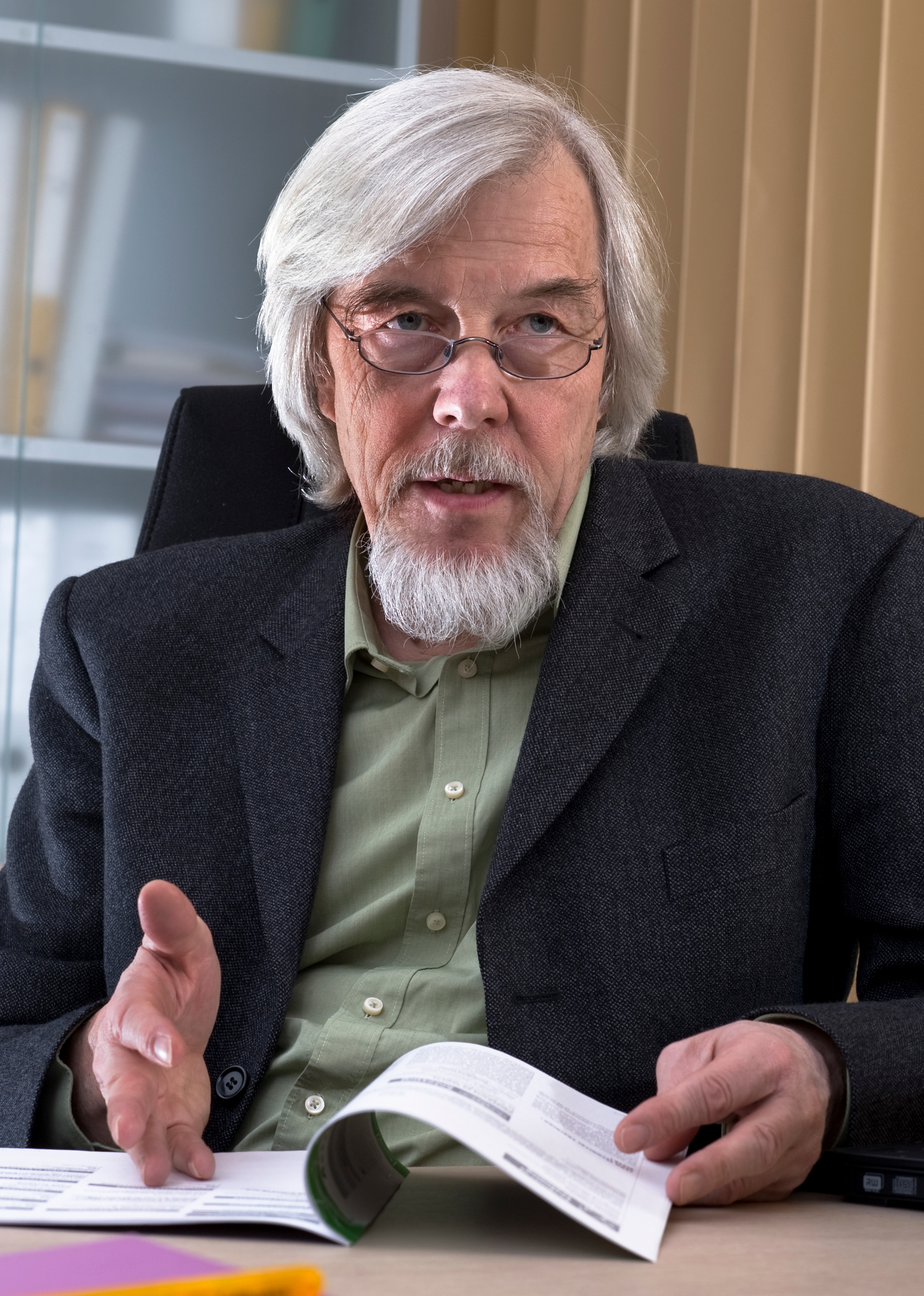
Rolf-Dieter Heuer (2009)

Rolf-Dieter Heuer (* 24. Mai 1948 in Boll) ist ein deutscher Physiker. Von Januar 2009 bis Dezember 2015 war er Generaldirektor der Europäischen Organisation für Kernforschung (CERN) und vom 5. April 2016 bis zum 9. April 2018 Präsident der Deutschen Physikalischen Gesellschaft (DPG).

## Leben
Rolf-Dieter Heuer studierte Physik und erwarb sein Diplom an der Universität Stuttgart. 1977 wurde er an der Universität Heidelberg unter Joachim Heintze mit einer Arbeit über die neutralen Zerfallsmodi der ψ(3686)-Resonanz promoviert.
Danach arbeitete er zuerst in der JADE-Kollaboration am Elektronen-Positronen-Speicherring PETRA des Deutschen Elektronen-Synchrotrons (DESY), dann ab 1984 beim OPAL-Experiment am CERN. Dort war er auch ab 1994 Sprecher der OPAL-Kollaboration. 1998 kehrte er zum DESY und zur Universität Hamburg zurück, wo er Professor wurde. Von 2004 bis einschließlich 2008 war er Forschungsdirektor für Hochenergiephysik des DESY. Dort war er für die Forschung am Beschleuniger HERA, die Zusammenarbeit des DESY mit dem Teilchenbeschleuniger LHC am CERN in Genf, Schweiz, und für Forschung zu zukünftigen Elektron-Positron-Collidern zuständig.
Im Januar 2009 trat Rolf-Dieter Heuer die Nachfolge von Robert Aymar als Generaldirektor des CERN an. Seine Amtszeit endete im Dezember 2015; Fabiola Gianotti, eine italienische Physikerin, wurde seine Nachfolgerin.
Vom 5. April 2016 bis zum 9. April 2018 war Heuer Präsident der Deutschen Physikalischen Gesellschaft (DPG). Er löste Edward G. Krubasik ab. Mit der Wahl von Dieter Meschede zu seinem Nachfolger übernahm Heuer turnusgemäß die Vize-Präsidentschaft der DPG, die bis zum 31. März 2020 dauerte.

„Moderne Wissenschaft stößt stets an ihre Grenzen, das liegt in ihrem Anspruch, Grenzen zu verschieben. Wenn etwas erstmal nicht geht, aus technischen oder finanziellen Gründen, dann setzt die Science Community unglaubliche Innovationskräfte frei. Grenzen fordern die Wissenschaftlerinnen und Wissenschaftler geradezu heraus, was häufig zur Entwicklung neuer Technologien führt. Insofern bedeuten Grenzen in der Wissenschaft erst einmal nichts Schlimmes. Aber manchmal kann es lange dauern, bis sie verschoben werden und es zu überraschenden Wendungen kommt.“

## Sonstiges
2009 wurde er zum korrespondierenden Mitglied der Heidelberger Akademie der Wissenschaften gewählt. Seit 2011 ist Heuer Mitglied der Leopoldina sowie der Academia Europaea und seit 2014 Mitglied der Akademie der Wissenschaften in Hamburg. Er ist auswärtiges Mitglied der Polnischen Akademie der Gelehrsamkeit (PAU) in Krakau. Zudem ist er seit November 2015 Mitglied in der High Level Group of Scientific Advisors (SAM) der Europäischen Kommission. 2016 zeichnete ihn die Akademie der Wissenschaften der Tschechischen Republik mit ihrer höchsten Auszeichnung De scientia at humanitate optime meritis aus.

## Ehrungen
- 2012: Edison-Volta-Preis
- 2015: Großes Verdienstkreuz der Bundesrepublik Deutschland
- 2015: Goldenes Komturkreuz des Ehrenzeichens für Verdienste um das Bundesland Niederösterreich
- 2016: Urania-Medaille[9]
- 2016: Ritter der Ehrenlegion